# 馬斯蒂克島

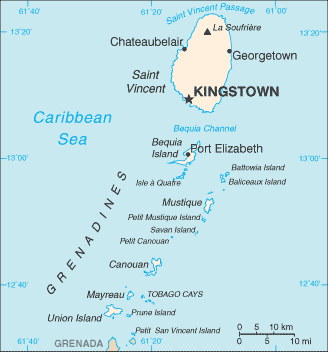

馬斯蒂克島（英語： /mʌˈstiːk/）是聖文森特和格林納丁斯的島嶼，屬於格林納丁斯群島的一部分，長4.8公里、寬2.3公里，面積5.7平方公里，最高點海拔高度183米，人口約500。

## 外部連結
- The Mustique Company （页面存档备份，存于）
- Firefly Hotel